# المعمدانية العامة
الكنيسة المعمدانية الإنجيلية هي كنيسة بروتستانتية تؤمن بالكتاب المقدس وبقانون الإيمان النيقاوي الذي يجمع عليه الكنيسة الأرثوذكسية والكاثوليكية. تؤمن الكنيسة المعمدانية أن المعمودية يجب أن تتم للبالغين فقط وتمارس بالتغطيس وذلك بعد اقتناع الإنسان بالإيمان المسيحي عن حق واعترافه.